# Kasteel van Bannes
Bannes Castle is een kasteel gelegen in de gemeente Beaumont-du-Périgord, in het Franse departement Dordogne.